# Lista över Christoffer Erikssons större segrar
Lista över Christoffer Erikssons större segrar som travkusk och/eller travtränare.

## Grupp 1-lopp
| År   | Lopp                          | Häst            | Kusk                 | Tränare         | Vinstbelopp   |
| ---- | ----------------------------- | --------------- | -------------------- | --------------- | ------------- |
| 2015 | Breeders' Crown, 3-åriga ston | Treasure Kronos | Christoffer Eriksson | Jerry Riordan   | 800 000 SEK   |
| 2016 | E3-final, ston                | Uncertain Age   | Christoffer Eriksson | Tomas Malmqvist | 1 000 000 SEK |
| 2016 | Critérium Continental         | Treasure Kronos | Christoffer Eriksson | Jerry Riordan   | 240 000 EUR   |
| 2017 | Prix d'Etain Royal            | Twister Bi      | Christoffer Eriksson | Jerry Riordan   | 60 000 EUR    |
| 2017 | Konung Gustaf V:s Pokal       | Diamanten       | Christoffer Eriksson | Robert Bergh    | 976 880 SEK   |
| 2017 | Oslo Grand Prix               | Twister Bi      | Christoffer Eriksson | Jerry Riordan   | 1 500 000 NOK |
| 2017 | Sprintermästaren              | Diamanten       | Christoffer Eriksson | Robert Bergh    | 976 880 SEK   |
| 2017 | Ulf Thoresens Minneslopp      | Twister Bi      | Christoffer Eriksson | Jerry Riordan   | 750 000 NOK   |
| 2017 | International Trot            | Twister Bi      | Christoffer Eriksson | Jerry Riordan   | 500 000 USD   |
| 2020 | Elitloppet (2020)             | Cokstile        | Christoffer Eriksson | Rocco Spagnulo  | 3 000 000 SEK |
| 2022 | Finlandialoppet               | Cokstile        | Christoffer Eriksson | Erik Bondo      | 110 000 EUR   |

## Grupp 2-lopp
| År   | Lopp                    | Häst              | Kusk                 | Tränare          | Vinstbelopp |
| ---- | ----------------------- | ----------------- | -------------------- | ---------------- | ----------- |
| 2015 | Treåringseliten         | Sucre             | Christoffer Eriksson | Tomas Malmqvist  | 300 000 SEK |
| 2016 | Stosprintern            | Treasure Kronos   | Christoffer Eriksson | Jerry Riordan    | 557 298 SEK |
| 2016 | Axel Jensens Minneslopp | Twister Bi        | Christoffer Eriksson | Jerry Riordan    | 300 000 NOK |
| 2018 | Örebro Intn'l           | Just Wait And See | Christoffer Eriksson | Håkan K. Persson | 400 000 SEK |
| 2018 | Sto-SM                  | Cash Crowe        | Christoffer Eriksson | Petri Puro       | 500 000 SEK |

## Övriga
| År   | Lopp                                 | Häst            | Kusk                 | Tränare              | Vinstbelopp |
| ---- | ------------------------------------ | --------------- | -------------------- | -------------------- | ----------- |
| 2012 | Breeders' Crown, 2-åringar           | Nugget's Face   | Christoffer Eriksson | Christoffer Eriksson | 175 000 SEK |
| 2013 | Breeders' Crown, 2-åringar           | Abaz America    | Christoffer Eriksson | Lutfi Kolgjini       | 175 000 SEK |
| 2015 | Breeders' Crown, 2-åringar           | Borups Powerful | Christoffer Eriksson | Tomas Malmqvist      | 350 000 SEK |
| 2015 | Birger Bengtssons Minne              | Arazi Boko      | Christoffer Eriksson | Henrik Södervall     | 150 000 SEK |
| 2016 | Count's Pride Pokalen                | McSpirit        | Christoffer Eriksson | Tomas Malmqvist      | 125 000 SEK |
| 2016 | Gösta Nordins Lopp                   | Attack Diablo   | Christoffer Eriksson | Peter Untersteiner   | 100 000 SEK |
| 2017 | Klass II-final, feb                  | Hall of Fashion | Christoffer Eriksson | Dan Widegren         | 200 000 SEK |
| 2017 | L.C. Peterson-Broddas Minneslöpning  | Spring Erom     | Christoffer Eriksson | Dan Widegren         | 150 000 SEK |
| 2017 | Margaretas Tidiga Unghästserie, juni | Vamp Kronos     | Christoffer Eriksson | Jerry Riordan        | 300 000 SEK |
| 2017 | Klass II-final, nov                  | Global Takeover | Christoffer Eriksson | Lars I. Nilsson      | 200 000 SEK |
| 2018 | Margaretas Tidiga Unghästserie, mars | Mily            | Christoffer Eriksson | Peter Untersteiner   | 300 000 SEK |
| 2018 | Prins Carl Philips Jubileumspokal    | Pastore Bob     | Christoffer Eriksson | Johan Untersteiner   | 250 000 SEK |
| 2018 | Giant Diablos Lopp                   | Shadow Gar      | Christoffer Eriksson | Jerry Riordan        | 250 000 SEK |
| 2018 | Breeders' Crown, 2-åringar           | Trix on Line    | Christoffer Eriksson | Sören Norberg        | 175 000 SEK |
| 2020 | Algot Scotts Minne                   | Cokstile        | Christoffer Eriksson | Rocco Spagnulo       | 150 000 SEK |
| 2021 | Bronsdivisionens final, aug          | Rackham         | Örjan Kihlström      | Christoffer Eriksson | 220 000 SEK |
| 2021 | Diamantstoets final, aug             | Rarity A.F.     | Örjan Kihlström      | Christoffer Eriksson | 220 000 SEK |